# بخش آکسو
منطقه اسزو (به اسپانیایی: Aczo District) یک سکونتگاه مسکونی در پرو است که در ناحیه انکاش واقع شده‌است.

## خصوصیات
منطقه اسزو ۶۹٫۰۳ کیلومترمربع مساحت و ۲٬۳۴۰ نفر جمعیت دارد و ۲٬۶۶۱ متر بالاتر از سطح دریا واقع شده‌است.